# 加納直恒
加納 直恒（かのう なおつね）は、紀州藩家老。通称は五郎左衛門。

## 生涯
慶長5年（1600年）、鈴木直儀の次男として上総に生まれる。慶長15年（1610年）、母の姉佐阿が駿府城大奥で徳川家康の侍女を務めていた縁で、家康に小姓として召し出され200石を賜る。母の兄・加納久利の猶子として加納氏を称した。
慶長16年（1611年）、上洛して二条城で家康と会見した豊臣秀頼への答礼の使者として、大坂城に赴く徳川義直、頼将（頼宣）兄弟の供をする。慶長20年（1615年）大坂夏の陣の際に、家康、義直、頼宣の供をして出陣。後に、頼宣付きの家臣となり、元和5年（1619年）駿河で加増を受け知行300石。頼宣の紀州入りに従い、元和6年（1620年）加増を受け、知行2,000石となり60人の与力鉄砲同心を預かる。寛永20年（1643年）、大番頭となる。万治2年（1659年）、年寄列に加わる。
寛文7年（1667年）7月15日、隠居して家督を嫡男・政直に譲り、快遊と号した。貞享元年（1684年）10月4日、死去。享年85。

## 人物・逸話
軍学者由井正雪が紀州藩家老の渡辺直綱を介して紀州藩に仕官を求めた際、渡辺が仕官の希望を藩主の頼宣に話したところ、直恒と協議するようにとのことで、渡辺が直恒に意見を問うと猛反対されたため、由井正雪の仕官は見送られた。後に正雪が慶安の変を引き起こすと直恒は、「仕官を反対したのは、このようなことを懸念したからであり、反対したのは一世一代の忠勤であった」と語った。（『加納五郎左衛門行状記』）
頼宣の寵臣の家老・牧野長虎が、対立する堀部佐左衛門を退けるため、大坂の陣の戦功の虚偽申告で磔にするよう訴えた際、直恒はこれに反論して口論となった。故に頼宣は長虎の言を容れず、恨んだ長虎は出奔して、頼宣に陰謀の疑いありと幕府に訴える事件を起こした。長虎は後に紀州藩の手で捕らえられ、田辺に幽閉された。（『加納五郎左衛門行状記』）
長保寺の徳川頼宣墓所の家臣達が献じた石灯籠の中に、直恒父子が献じ「加納五郎左衛門藤原直恒入道快遊」「加納平治右衛門藤原正直」と刻まれた灯篭がある。